# Merimnetria thurifica
Merimnetria thurifica là một loài bướm đêm thuộc họ Gelechiidae. Nó là loài đặc hữu của Oahu.
Ấu trùng ăn Kadua acuminata. Chúng ăn lá nơi chúng làm tổ.